# Chémery
Chémery ist eine französische Gemeinde mit 944 Einwohnern (Stand: 1. Januar 2022) im Département Loir-et-Cher in der Region Centre-Val de Loire. Sie gehört zum Arrondissement Romorantin-Lanthenay und zum Kanton Saint-Aignan. 

## Geographie
Chémery liegt etwa 29 Kilometer südsüdöstlich von Blois an der Grenze der Landschaften Touraine und Sologne. Der Ort liegt am Flüsschen Rennes, einem Zufluss des Cher. Umgeben wird Chémery von den Nachbargemeinden Sassay im Norden, Soings-en-Sologne im Norden und Nordosten, Rougeou im Osten, Billy im Südosten, Châtillon-sur-Cher im Süden, Méhers im Südwesten sowie Couddes im Westen. 
Am Südrand der Gemeinde verläuft die Autoroute A85.

## Bevölkerungsentwicklung
| Jahr                       | 1962 | 1968 | 1975 | 1982 | 1990 | 1999 | 2006 | 2017 |
| Einwohner                  | 1073 | 1047 | 1011 | 921  | 875  | 849  | 891  | 971  |
| Quellen: Cassini und INSEE |      |      |      |      |      |      |      |      |

## Sehenswürdigkeiten
- Kirche Saint-Guillaume, 1863 wieder errichtet
- Schloss, erbaut im 12. Jahrhundert, im 15./16. Jahrhundert umgebaut, 1981 restauriert
- rekonstruierte Mühle aus dem 18. Jahrhundert

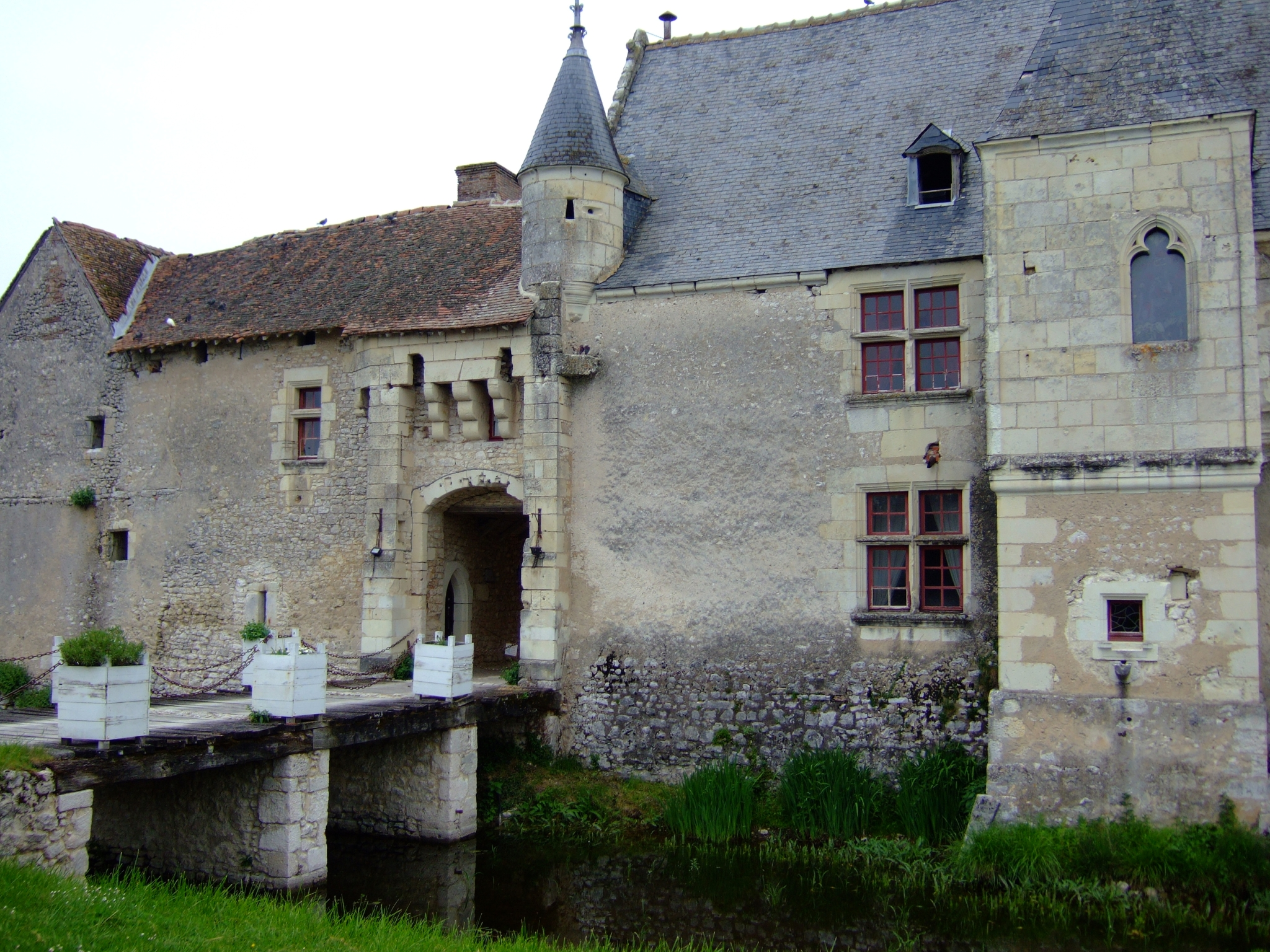
Schloss Chémery

## Gemeindepartnerschaft
Mit der deutschen Gemeinde Erden in Rheinland-Pfalz besteht eine Partnerschaft.